# Lawrence Grant

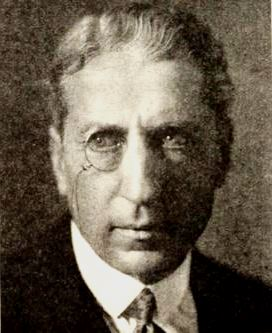
Lawrence Grant, 1918.

Lawrence Grant, född 30 oktober 1870 i Bournemouth, Dorset, England, död 19 februari 1952 i Santa Barbara, Kalifornien, var en engelsk skådespelare som främst var verksam i USA. Han medverkade i över 100 filmer.
Grant var värd för Oscarsgalan 1931.

## Filmografi, urval
- 1926 – Hertiginnan av Buffalo
- 1929 – Midnattsmysteriet
- 1932 – Shanghaiexpressen
- 1933 – Resan till Monte Carlo
- 1934 – Greven av Monte Cristo
- 1935 – Dr Yogami från London
- 1936 – Lille lorden
- 1937 – Under den röda kappan
- 1938 – Blåskäggs åttonde hustru
- 1938 – Firman fixar allt
- 1938 – Hela familjen på vift
- 1945 – Som hemlig agent